# Dirphia guyanensis
Dirphia guyanensis är en fjärilsart som beskrevs av Lemaire 1975. Dirphia guyanensis ingår i släktet Dirphia och familjen påfågelsspinnare. Inga underarter finns listade i Catalogue of Life.